# Luís Mena e Silva
Luís Falcão de Mena e Silva (Abrantes, 24 gennaio 1902 – Lisbona, 3 agosto 1963) è stato un cavallerizza portoghese, vincitore del bronzo nel salto ostacoli a squadre a Berlino 1936 e nel dressage a squadre a Londra 1948.
A livello individuale si classificò ventunesimo nel salto a ostacoli a Berlino 1936 e, nel dressage, dodicesimo a Londra 1948 e diciassettesimo a Roma 1960.
É uno dei tre cavallerizzi capace di vincere una medaglia olimpica sia nel dressage che nel salto insieme allo svedese Hans von Rosen e al tedesco Fritz Thiedemann.

## Palmarès
- Giochi olimpici

Berlino 1936: bronzo nel salto ostacoli a squadre.
Londra 1948: bronzo nel dressage a squadre.